# لوکا دل پاپا
لوکا دل پاپا (انگلیسی: Luca Del Papa؛ زادهٔ ۷ فوریهٔ ۱۹۹۴) بازیکن فوتبال اهل ایتالیا است.
از باشگاه‌هایی که در آن بازی کرده‌است می‌توان به باشگاه فوتبال یوونتوس و باشگاه فوتبال دلفینو پسکارا اشاره کرد.